# Lommel Sportkring
El Lommel S. K. es un club de fútbol belga ubicado en la ciudad de Lommel, provincia de Limburgo. Está afiliado a la Real Asociación Belga con la matrícula n.º 1986. Fue fundado en 2003 y juega en la Segunda División de Bélgica.

## Historia
El equipo fue creado en 2003 mediante la absorción del K.F.C. Lommel por parte del K.V.V. Overpelt-Fabriek. El K.F.C. Lommel había sido fundado en 1932 y llegó a la máxima categoría belga en los años 90, con un subcampeonato de la Copa de Bélgica de 2001 como mayor logro, pero terminó desapareciendo por problemas económicos. Para mantener su actividad, la directiva llegó a un acuerdo con un equipo de Tercera División en la vecina ciudad de Overpelt, el Vlug en Vrij Overpelt-Fabriek, que dio origen al K.V.S.K. United Overpelt-Lommel; este nuevo club disputaría sus partidos en el Estadio Soeverein de Lommel.
Logró ascender a Segunda División en la temporada 2004-05 como campeón invicto, y desde entonces se marcó como objetivo el regreso a la máxima categoría. Estuvo cerca de lograrlo en la campaña 2005-06, pero el RAEC Mons le arrebató el liderazgo y única plaza de ascenso en la última jornada. Corrió la misma suerte en las temporadas 2009-10 y 2010-11 con sendos subcampeonatos. A partir de 2010 pasó a llamarse Lommel United luego de absorber a otro club amateur, el K.F.C. Racing Mol-Wezel.
A pesar de haber cuajado buenas actuaciones a lo largo de la década de 2010, en la temporada 2016-17 descendió a Primera División Aficionada (Tercera Categoría) como colista. Ese mismo año el club cambió de nuevo su denominación por la de Lommel S.K. A pesar de que retornó a Segunda División en el curso 2017-18, no pudo mantener la categoría y volvió a bajar en 2019.
El conglomerado City Football Group, propietario del Manchester City F.C., se hizo con el Lommel S.K. en mayo de 2020 para convertirlo en un equipo formativo.

## Palmarés
- Tercera División de Bélgica (1): 2017/18

## Resultados
| Temporada | Nivel | Nivel | Nivel | Nivel | Nivel | Nivel | División               | Puntos                                                | Observaciones                                                              |
|           | I     | I     | II    | III   | IV    | P.I   |                        |                                                       |                                                                            |
| --------- | ----- | ----- | ----- | ----- | ----- | ----- | ---------------------- | ----------------------------------------------------- | -------------------------------------------------------------------------- |
| 2003/04   |       |       |       | 2     |       |       | Tercera División B     | 55                                                    | victoria en ronda final contra Bocholter VV, derrota contra KV Turnhout    |
| 2004/05   |       |       |       | 1     |       |       | Tercera División B     | 78                                                    |                                                                            |
| 2005/06   |       |       | 2     |       |       |       | Segunda División       | 61                                                    | segundo en play-off con 10 puntos                                          |
| 2006/07   |       |       | 15    |       |       |       | Segunda División       | 36                                                    |                                                                            |
| 2007/08   |       |       | 4     |       |       |       | Segunda División       | 60                                                    | tercero en la ronda final con 6 puntos                                     |
| 2008/09   |       |       | 9     |       |       |       | Segunda División       | 51                                                    |                                                                            |
| 2009/10   |       |       | 2     |       |       |       | Segunda División       | 70                                                    | tercero en la ronda final con 6 puntos                                     |
| 2010/11   |       |       | 2     |       |       |       | Segunda División       | 65                                                    | tercero en la ronda final con 9 puntos                                     |
| 2011/12   |       |       | 5     |       |       |       | Segunda División       | 52                                                    |                                                                            |
| 2012/13   |       |       | 6     |       |       |       | Segunda División       | 50                                                    |                                                                            |
| 2013/14   |       |       | 5     |       |       |       | Segunda División       | 59                                                    |                                                                            |
| 2014/15   |       |       | 2     |       |       |       | Segunda División       | 70                                                    | cuarto en ronda final con 4 puntos                                         |
| 2015/16   |       |       | 8     |       |       |       | Segunda División       | 50                                                    |                                                                            |
|           | 1A    | 1B    | 1Am   | 2Am   | 3Am   | P.I   |                        | desde 2016-17 hay 3 niveles nacionales y 2 regionales | desde 2016-17 hay 3 niveles nacionales y 2 regionales                      |
| 2016/17   |       | 8     |       |       |       |       | Segunda División       | 18                                                    |                                                                            |
| 2017/18   |       |       | 2     |       |       |       | Primera División Afic. | 46                                                    | ascenso a Segunda, porque el campeón Royal Knokke no solicitó una licencia |
| 2018/19   |       | 6     |       |       |       |       | Segunda División       | 31                                                    |                                                                            |
| 2019/20   |       | 6     |       |       |       |       | Segunda División       | 27                                                    |                                                                            |
| 2020/21   |       | 4     |       |       |       |       | Segunda División       | 43                                                    |                                                                            |
| 2021/22   |       | 6     |       |       |       |       | Segunda División       | 35                                                    |                                                                            |
| 2022/23   |       | 7     |       |       |       |       | Segunda División       | 32                                                    |                                                                            |
| 2023/24   |       | 4     |       |       |       |       | Segunda División       | 52                                                    |                                                                            |
| 2024/25   |       | 11    |       |       |       |       | Segunda División       | 29                                                    |                                                                            |

## Jugadores (2023-24)
| N.º             | Nac.           | Pos. | Nombre               |  | Edad    | Eq. procedencia            | Cont. | INT. |
| --------------- | -------------- | ---- | -------------------- |  | ------- | -------------------------- | ----- | ---- |
| Porteros        |                |      |                      |  |         |                            |       |      |
| 20              | Bélgica !      | POR  | Jari De Busser       |  | 25 años | K. A. A. Gante             | 2024  |      |
| 25              | Montenegro !   | POR  | Nikola Ivezić        |  | 22 años | FK Podgorica               | -     |      |
| -               | Italia !       | POR  | Francesco Di Bartolo |  | 20 años | Udinese U19                | 2028  |      |
| Defensas        |                |      |                      |  |         |                            |       |      |
| 4               | Bélgica !      | DEF  | Stijn Wuytens2°      |  | 35 años | AZ Alkmaar                 | 2025  |      |
| 5               | Brasil !       | DEF  | Caio Roque           |  | 23 años | Flamengo                   | 2025  |      |
| 6               | Bélgica !      | DEF  | Glenn Neven          |  | 35 años | KSK Heist                  | 2024  |      |
| 14              | Suecia !       | DEF  | Jesper Tolinsson     |  | 25 años | IFK Göteborg               | 2026  |      |
| 16              | Bélgica !      | DEF  | Rob Nizet            |  | 23 años | US Lecce Primavera         | 2024  |      |
| 38              | Ghana !        | DEF  | Yeboah Amankwah      |  | 24 años | Manchester City FC U21     | 2026  |      |
| 79              | Países Bajos ! | DEF  | Sam De Grand         |  | 20 años | K. R. C. Genk              | 2025  |      |
| -               | Togo !         | DEF  | Dermane Karim        |  | 21 años | Feyenoord U21              | -     |      |
| -               | España !       | DEF  | Álvaro Santos        |  | 20 años | Celta de Vigo              | 2026  |      |
| Centrocampistas |                |      |                      |  |         |                            |       |      |
| 7               | Bélgica !      | MED  | Robin Henkens1°      |  | 36 años | KVC Westerlo               | 2024  |      |
| 18              | Islandia !     | MED  | Kolbeinn Thordarson  |  | 25 años | Breidablik UBK             | -     |      |
| 26              | Francia !      | MED  | Théo Pierrot         |  | 31 años | RFC Seraing                | 2024  |      |
| -               | Bélgica !      | MED  | Dries Wouters        |  | 28 años | FC Schalke 04              | 2027  |      |
| -               | Escocia !      | MED  | Tsoanelo Letsosa     |  | 21 años | Celtic FC                  | 2028  |      |
| -               | Bélgica !      | MED  | Lucas Schoofs        |  | 28 años | Heracles Almelo            | 2027  |      |
| Delanteros      |                |      |                      |  |         |                            |       |      |
| 9               | Montenegro !   | DEL  | Lazar Mijović        |  | 22 años | FK Budućnost Podgorica     | -     |      |
| 11              | Costa Rica !   | DEL  | Alonso Martínez      |  | 26 años | Liga Deportiva Alajuelense | 2026  |      |
| 15              | Francia !      | DEL  | Amar Fatah           |  | 21 años | Troyes                     | 2023  |      |
| 30              | Hungría !      | DEL  | Zalán Vancsa         |  | 20 años | MTK Budapest               | 2024  |      |
| 32              | Finlandia !    | DEL  | Juho Talvitie        |  | 20 años | FC Ilves Tampere           | 2024  |      |
| 90              | Nigeria !      | DEL  | Jordan Attah Kadiri  |  | 25 años | Ostersund SK               | 2024  |      |
| 99              | Brasil !       | DEL  | Cauê                 |  | 22 años | Novorizontino              | 2026  |      |
| -               | Angola !       | DEL  | Igor Vetokele        |  | 33 años | KVC Westerlo               | 2026  |      |
| -               | México !       | DEL  | Hugo Weckmann        |  | 21 años | Agente Libre               | 2028  |      |

| Entrenador(es) Steve Bould |

| POR 55 DEF 5 DEF 4 DEF 3 DEF 6 MED 26 MED 7 MED 18 DEL 11 DEL 29 DEL 19 |

|  |

|  |

|  |

| N.º             | Nac.           | Pos. | Nombre               |  | Edad    | Eq. procedencia            | Cont. | INT. |
| --------------- | -------------- | ---- | -------------------- |  | ------- | -------------------------- | ----- | ---- |
| Porteros        |                |      |                      |  |         |                            |       |      |
| 20              | Bélgica !      | POR  | Jari De Busser       |  | 25 años | K. A. A. Gante             | 2024  |      |
| 25              | Montenegro !   | POR  | Nikola Ivezić        |  | 22 años | FK Podgorica               | -     |      |
| -               | Italia !       | POR  | Francesco Di Bartolo |  | 20 años | Udinese U19                | 2028  |      |
| Defensas        |                |      |                      |  |         |                            |       |      |
| 4               | Bélgica !      | DEF  | Stijn Wuytens2°      |  | 35 años | AZ Alkmaar                 | 2025  |      |
| 5               | Brasil !       | DEF  | Caio Roque           |  | 23 años | Flamengo                   | 2025  |      |
| 6               | Bélgica !      | DEF  | Glenn Neven          |  | 35 años | KSK Heist                  | 2024  |      |
| 14              | Suecia !       | DEF  | Jesper Tolinsson     |  | 25 años | IFK Göteborg               | 2026  |      |
| 16              | Bélgica !      | DEF  | Rob Nizet            |  | 23 años | US Lecce Primavera         | 2024  |      |
| 38              | Ghana !        | DEF  | Yeboah Amankwah      |  | 24 años | Manchester City FC U21     | 2026  |      |
| 79              | Países Bajos ! | DEF  | Sam De Grand         |  | 20 años | K. R. C. Genk              | 2025  |      |
| -               | Togo !         | DEF  | Dermane Karim        |  | 21 años | Feyenoord U21              | -     |      |
| -               | España !       | DEF  | Álvaro Santos        |  | 20 años | Celta de Vigo              | 2026  |      |
| Centrocampistas |                |      |                      |  |         |                            |       |      |
| 7               | Bélgica !      | MED  | Robin Henkens1°      |  | 36 años | KVC Westerlo               | 2024  |      |
| 18              | Islandia !     | MED  | Kolbeinn Thordarson  |  | 25 años | Breidablik UBK             | -     |      |
| 26              | Francia !      | MED  | Théo Pierrot         |  | 31 años | RFC Seraing                | 2024  |      |
| -               | Bélgica !      | MED  | Dries Wouters        |  | 28 años | FC Schalke 04              | 2027  |      |
| -               | Escocia !      | MED  | Tsoanelo Letsosa     |  | 21 años | Celtic FC                  | 2028  |      |
| -               | Bélgica !      | MED  | Lucas Schoofs        |  | 28 años | Heracles Almelo            | 2027  |      |
| Delanteros      |                |      |                      |  |         |                            |       |      |
| 9               | Montenegro !   | DEL  | Lazar Mijović        |  | 22 años | FK Budućnost Podgorica     | -     |      |
| 11              | Costa Rica !   | DEL  | Alonso Martínez      |  | 26 años | Liga Deportiva Alajuelense | 2026  |      |
| 15              | Francia !      | DEL  | Amar Fatah           |  | 21 años | Troyes                     | 2023  |      |
| 30              | Hungría !      | DEL  | Zalán Vancsa         |  | 20 años | MTK Budapest               | 2024  |      |
| 32              | Finlandia !    | DEL  | Juho Talvitie        |  | 20 años | FC Ilves Tampere           | 2024  |      |
| 90              | Nigeria !      | DEL  | Jordan Attah Kadiri  |  | 25 años | Ostersund SK               | 2024  |      |
| 99              | Brasil !       | DEL  | Cauê                 |  | 22 años | Novorizontino              | 2026  |      |
| -               | Angola !       | DEL  | Igor Vetokele        |  | 33 años | KVC Westerlo               | 2026  |      |
| -               | México !       | DEL  | Hugo Weckmann        |  | 21 años | Agente Libre               | 2028  |      |

| Entrenador(es) Steve Bould |

| POR 55 DEF 5 DEF 4 DEF 3 DEF 6 MED 26 MED 7 MED 18 DEL 11 DEL 29 DEL 19 |

|  |

|  |

|  |

### Altas y bajas 2023-24 (verano)
Altas 
| Jugador              | Nacionalidad       | Posición      | Procedencia     | Tipo     | Precio      |
| -------------------- | ------------------ | ------------- | --------------- | -------- | ----------- |
| Francesco Di Bartolo | Bandera de Italia  | Portero       | Udinese U19     | Traspaso | ?           |
| Dermane Karim        | Bandera de Togo    | Defensa       | Feyenoord U21   | Traspaso | 2.100.000 € |
| Álvaro Santos        | Bandera de España  | Defensa       | Celta de Vigo   | Traspaso | ?           |
| Dries Wouters        | Bandera de Bélgica | Mediocampista | FC Schalke 04   | Traspaso | 600.000 €   |
| Tsoanelo Letsosa     | Bandera de Escocia | Mediocampista | Celtic FC       | Traspaso | Libre       |
| Lucas Schoofs        | Bandera de Bélgica | Mediocampista | Heracles Almelo | Traspaso | ?           |
| Igor Vetokele        | Bandera de Angola  | Delantero     | KVC Westerlo    | Traspaso | Libre       |
| Hugo Weckmann        | Bandera de México  | Delantero     | Agente Libre    | --       | Libre       |

Bajas 
| Jugador           | Nacionalidad              | Posición      | Destino             | Tipo            | Precio      |
| ----------------- | ------------------------- | ------------- | ------------------- | --------------- | ----------- |
| Kristof Van Hout  | Bandera de Bélgica        | Portero       | --                  | Retiro          | --          |
| Eric Monjonell    | Bandera de España         | Defensa       | Girona FC           | Fin de préstamo | --          |
| Kluiverth Aguilar | Bandera de Perú           | Defensa       | Manchester City U21 | Fin de préstamo | --          |
| Laurent Lemoine   | Bandera de Bélgica        | Defensa       | KMSK Deinze         | Traspaso        | Libre       |
| Rafik Belghali    | Bandera de Argelia        | Defensa       | KV Malinas          | Traspaso        | 400.000 €   |
| Milan Troonbeeckx | Bandera de Bélgica        | Mediocampista | FC Wezel Sport      | Préstamo        | --          |
| Manfred Ugalde    | Bandera de Costa Rica     | Delantero     | FC Twente           | Traspaso        | 4.000.000 € |
| Agustín Anello    | Bandera de Estados Unidos | Delantero     | Sparta de Róterdam  | Traspaso        | ?           |

### Jugadores de Selección
| Seleccionados | Seleccionados | Seleccionados | Seleccionados   |
| Selección     | Cat.          | #             | Jugador(es)     |
| ------------- | ------------- | ------------- | --------------- |
| Costa Rica    | A             | 1             | Alonso Martínez |
| Japón         | U-23          | 1             | Koki Saito      |